# التون (لوئیزیانا)
التون (به انگلیسی: Elton) شهری در ایالت لوئیزیانا کشور ایالات متحده آمریکا است که جمعیت آن در سرشماری سال ۲۰۱۰ میلادی، ۱٬۱۲۸ نفر بوده‌است.